# Жук, Елена Юрьевна
Елена Юрьевна Жук (укр. Олена Юріївна Жук; род. 9 марта 1985 года, г. Запорожье) — украинский политический деятель, председатель Запорожского областного совета с 24 декабря 2020 года.

## Биография
Родилась 9 марта 1985 года в городе Запорожье.
Окончила Запорожский национальный технический университет по специальности «Международные экономические отношения».
Специализировалась на внешнеэкономических операциях и привлечения инвестиций — в частности, работала в группе компаний BKW Group, совладельцем которых до назначения председателем Запорожской областной государственной администрации являлся Виталий Боговин.
На внеочередных парламентских выборах 2019 года была доверенным лицом Виталия Боговина, баллотирующегося в народные депутаты по избирательному округу № 78 с центром в Бердянске (выборы Боговин проиграл).
С июня по декабрь 2020 года являлась председателем патронатной службы председателя Запорожской областной государственной администрации.
На местных выборах в октябре 2020 года избрана депутатом Запорожского областного совета от партии «Слуга народа».
С 24 декабря 2020 года занимает должность председателя Запорожского областного совета, за её кандидатуру проголосовали 46 депутатов.